# Рендолф (округ, Іллінойс)
38°03′ пн. ш. 89°49′ зх. д. / 38.05° пн. ш. 89.82° зх. д.
Округ Рендолф (англ. Randolph County) — округ (графство) у штаті Іллінойс, США. Ідентифікатор округу 17157.

## Історія
Округ утворений 1795 року.

## Демографія
За даними перепису
2000 року
загальне населення округу становило 33893 осіб, зокрема міського населення було 19352, а сільського — 14541.
Серед мешканців округу чоловіків було 18232, а жінок — 15661. В окрузі було 12084 домогосподарства, 8363 родин, які мешкали в 13328 будинках.
Середній розмір родини становив 2,99.
Віковий розподіл населення поданий у таблиці:
| Стать    | До 15 років | 15-21 | 22-29 | 30-39 | 40-49 | 50-65 | 65-85 | Понад 85 |
| -------- | ----------- | ----- | ----- | ----- | ----- | ----- | ----- | -------- |
| Чоловіки | 3085        | 1928  | 2464  | 3149  | 2967  | 2549  | 1869  | 221      |
| Жінки    | 3001        | 1360  | 1333  | 2022  | 2277  | 2466  | 2590  | 612      |

## Суміжні округи
- Сент-Клер — північ
- Вашингтон — північний схід
- Перрі — схід
- Джексон — південний схід
- Перрі, Міссурі — південь
- Сент-Дженев'єв, Міссурі — південний захід
- Монро — північний захід

## Виноски
1. ↑  U.S. Decennial Census. United States Census Bureau. Процитовано 8 липня 2014.
2. ↑  Historical Census Browser. University of Virginia Library. Архів оригіналу за 11 серпня 2012. Процитовано 8 липня 2014.
3. ↑  Population of Counties by Decennial Census: 1900 to 1990. United States Census Bureau. Процитовано 8 липня 2014.
4. ↑  Census 2000 PHC-T-4. Ranking Tables for Counties: 1990 and 2000 (PDF). United States Census Bureau. Процитовано 8 липня 2014.
5. ↑  State & County QuickFacts. United States Census Bureau. Архів оригіналу за 7 червня 2011. Процитовано 8 липня 2014.(англ.) Наведено за англійською вікіпедією.
6. ↑  American FactFinder. Бюро перепису населення США. Архів оригіналу за 26 лютого 2012. Процитовано 31 січня 2008.

| США | Це незавершена стаття з географії США. Ви можете допомогти проєкту, виправивши або дописавши її. |